# Edgar Huillca
Edgar Huillca (* 8. Dezember 2005) ist ein peruanischer Leichtathlet, der im Mittelstrecken- und Hindernislauf an den Start geht.

## Sportliche Laufbahn
Erste Erfahrungen bei internationalen Meisterschaften sammelte Edgar Huillca im Jahr 2022, als er bei den Jugend-Südamerikaspielen in Rosario in 6:09,69 min die Silbermedaille über 2000 m Hindernis gewann. Anschließend siegte er über diese Distanz in 5:58,97 min bei den U18-Südamerikameisterschaften in São Paulo. 
2023 wurde Huillca peruanischer Meister im 1500-Meter-Lauf.

## Persönliche Bestzeiten
- 1500 Meter: 3:54,49 min, 16. Juni 2023 in Lima
- 3000 Meter: 8:50,06 min, 14. April 2023 in Lima
- 3000 m Hindernis: 9:29,04 min, 17. Juni 2023 in Lima